# Beaumesnil (Calvados)
Beaumesnil település Franciaországban, Calvados megyében. Lakosainak száma 207 fő (2022. január 1.). Beaumesnil Campagnolles, Landelles-et-Coupigny, Le Mesnil-Robert, Saint-Martin-Don és Souleuvre-en-Bocage községekkel határos.

## Népesség
A település népességének változása:
| Lakosok száma | 201  | 152  | 177  | 187  | 217  | 207  | 203  | 200  | 202  | 207  |
|               | 1968 | 1982 | 1990 | 2006 | 2013 | 2015 | 2017 | 2019 | 2020 | 2022 |